# Bangsbo Freja
Boldklubben Bangsbo Freja, i daglig tale kaldet Bangsbo Freja, er en fodboldklub i Frederikshavn, som blev grundlagt den 12. juli 1932. Klubbens førstehold spiller i Serie 3 under Jydsk Boldspil-Union. Klubben deltager desuden med hold i flere andre jyske serierækker, og repræsenteres med hold for både herrer og kvinder. Bangsbo Freja råder over eget stadion, Bangsbo Stadion, med fem tilhørende træningsbaner.
Til klubben er knyttet støtteforeningen Bangsbo Freja´s Venner, samt Bangsbo Freja's Forældreforening der støtter klubbens ungdomsafdeling økonomisk, og bistår ved arrangementer i ungdomsafdelingen. Der afholdes en årlig fodboldturnering, Bangsbo Cup, hvor der spilles med 7-mandshold, ligesom der afholdes Lagkageturneringen for ungdomsafdelingen.

## Historie
Boldklubben blev stiftet i 1932 af en flok unge drenge fra kvarteret omkring Nyholmsvej i Bangsbostrand i Frederikshavn, som i begyndelsen af 1930'erne plejede at mødes for at spille fodbold på Havmarken ved Sofievej i den sydlige del af byen, hvor lokale fiskere opbevarede sine bundgarnspæle og fiskenet. Fodbolden de spillede med, var enten et udtjent fodboldhylster, som fyldtes med tang eller en hjemmelavet kludebold af sækkelærred, også den fyldt med tang, og målene blev markeret med græstørv eller tøjstykker.

### Klubben stiftes
En af drengene, Laurits Eriksen, tog initiativ til at stifte en klub, og efter forhandlinger med en lokal landmand, fik man stillet et stykke mark ved Gærumvej i Frederikshavn til rådighed. Den årlige leje af jordstykket blev sat til 70 kr., der betaltes kvartalsvis med 17,50 kr. Medlemmerne af klubben betalte et ugentligt kontingent på 25 øre. Til klubben indkøbtes en fodbold, og de første rigtige mål var lavet af bundgarnspæle og fiskenet. Spilledragten måtte spillerne selv betale.
Der havde tidligere eksisteret en fodboldklub i Bangsbostrand ved navn Bangsbo Boldklub. Drengene ønskede i første omgang at overtage dette navn og genoplive klubben, men fik afslag af Jydsk Boldspil-Union, hvorfor man valgte at kalde klubben Boldklubben Bangsbo Freja.
Man rådede ikke over klubhus med omklædningsrum, men et nærliggende støberi stillede et kontor til rådighed til omklædning i forbindelse med turneringskampe. Ved træning klædte man om i en grøftekant, der lå op til marken. Til opkridtning af fodboldbanen benyttede man savsmuld, som blev hentet hos en kassefabrik i nærheden. Senere havde klubben midler til at opføre et egentligt omklædningsrum, hvor gulvet var lavet af gamle dæksplanker, man fik fra Frederikshavn Værft.

### De første år
Klubbens første bestyrelse havde Laurits Eriksen som formand og Erik Svensson som næstformand. Dertil kom tre menige bestyrelsesmedlemmer. Da klubben var etableret, begyndte man at deltage i lokale fodboldturneringer. Blandt andet deltog Bangsbo Freja i lokale skjoldstævner, hvor spillerne på det vindende hold hver fik et lille sølvskjold, der kunne sættes i jakkereverset. Ved et skjoldstævne i Jerup ved Frederikshavn, vandt klubben et af disse stævner. I Jerup rådede man på det tidspunkt ikke over et lysanlæg, så da mørket begyndte at falde på, blev målene markeret med flagermuslygter.
Ved en generalforsamling den 14. februar 1933 vedtog man Love for Boldklubben "Freja" Bangbostrand. Her kunne man bl.a. læse, at formålet med klubben var, "at virke for Idrættens Fremme i Bangsbostrand", og at "Medlem kan enhver uberygtet Person blive ved Henvendelse til Bestyrelsen, der afgør, om Vedkommende kan optages". Bestyrelsen bestod efter denne generalforsamling af Erik Svensson som formand, Verner Larsen som kasserer samt Laurits Eriksen, Jens Chr. Christensen og Kaj Hansen som bestyrelsesmedlemmer. De første år af klubbens historie måtte klubben søge dispensation, så ynglingespillerne kunne spille i seniorrækkerne. Først i 1937 blev der etableret en egentlig ungdomsafdeling.

### Bangsbo Frejas første hold
Bangsbo Frejas første fodboldhold bestod af:
- Laurits Andersen
- Ernst Simonsen
- Laurits Eriksen
- Kaj Lundsgård
- Laurits Huldgård
- Johannes Borup
- Jens Chr. Christensen
- Herluf Christensen
- Erik Svensson
- Walther Svensson
- Kaj Hansen

### Nye baner og bad
Efter nogle år på Gærumvej kunne klubben i 1937 flytte til en ny bane, der var beliggende  mellem Bangsbovej og L.P. Houmøllersvej. Sammen med den nye bane kunne man også tage et nybygget omklædningsrum i brug. Og der blev mulighed for, at spillerne kunne tage et bad efter kampene, idet der blev opsat en vandbeholder, der dagen før en kamp blev fyldt med vand, som solen kunne varme op. Toiletforholdene bestod af en spand, der efterfølgende skulle tømmes. Banen blev indviet den 9. august 1937 med en kamp mellem "Brønderslevs Mesterrækkehold" og "F.f.i.s Mellemrækkehold". Der var ca. 700 tilskuere til kampen, som F.f.i vandt 2-1.
Om aftenen blev den nye bane fejret i det nærliggende Møllehuset, hvor orkesterlederen Oskar Pedersen gav koncert med sit 10-mandsorkester. Bangsbo Freja måtte dog vente til den efterfølgende sæson, før klubben selv kunne spille sin første kamp på den nye bane, der var "115 yards lang" og "75 yards bred". Græstæppet og jordbunden skulle hvile efter anlæggelsen. I sæsonen 1937-1938 vandt Bangsbo Freja "Jyllands-Mesterskabet i B-rækken", med en sejr på 8-1 over Velling I. F. i finalen.
Året efter blev man vinder af "A-rækken", og kunne efter en 5-1 sejr over Aalborg Freja rykke op i "Mellemrækken". I 1940 måtte klubben lide den tort, at klubbens B-hold blev sat i karantæne af Jydsk Boldspil-Union, da holdet var udvandret fra en kamp i protest mod kampens dommer, Svend Christiansens, kendelser.
I 1954 kunne klubben tage et nyt klubhus i brug. Frederikshavn Kommune havde bevilget 2.000 kroner til reparation af det gamle, men klubben valgte i stedet at opføre et helt nyt. Dette klubhus blev senere flyttet med til klubbens nuværende adresse på Vrangbækvej i Frederikshavns sydlige bydel Bangsbostrand. 

### Jubilæumsholdet fra 1957
Da Bangsbo Freja i 1957 kunne fejre sit 25-års jubilæum, spillede man Serie 2, og førsteholdet bestod da af:
- Eskild Pedersen
- Hartmann Jørgensen
- Teddy Kock
- Børge Steffensen
- Hardi Jensen
- Knud Larsen
- Niels Pedersen
- Henning Madsen
- Jens Bundgård Rasmussen
- Hagbart Berring
- Poul Schjøtt
- Aage Petersen (holdleder)

### Klubben vokser
I 1960 flytter Bangsbo Freja til Vrangbækvej, hvor klubben stadig holder til, og banen mellem Bangsbovej og L.P. Houmøllersvej blev nedlagt. Det gav klubben bedre forhold, idet man på den nye lokalitet også kunne få adgang til træningsbaner. Klubben havde dog ikke midler til at opføre et nyt klubhus, så i stedet valgte man at fragte det eksisterende klubhus til den nye lokalitet på en blokvogn. Et nyt klubhus blev dog opført i 1962 i forbindelse med med indvielsen af et nyt stadionanlæg.
Bangsbo Freja var altid blevet betragtet som lillebror i forhold til byens store fodboldhold fra FFI, og lidt sarkastisk kunne en lokal avis meddele, at FFI ikke længere kunne give baneforholdene skylden, når de tabte den årlige kamp til Bangsbo Freja på Bangsbo Stadion: "Ffi's divisionsspillere har aldrig manglet en god undskyldning, hvis resultatet i deres aarlige kamp paa Bangsbo stadion har været mindre tilfredsstillende for dem – hvad det for øvrigt ofte har været".
Efter at medlemstallet havde været støt stigende i nogle år med deraf følgende bedre økonomi, kunne Bangsbo Freja i 1971, med hjælp fra Tipsmidlerne og et rentefrit lån hos Dansk Idrætsforbund, tage et lysanlæg i brug på Bangsbo Stadion. En del af midlerne til lysanlægget var kommet via salg af 10.000 lodsedler. Klubben kunne, grundet det stigende medlemstal og de nye forhold, efterfølgende tilmelde 10 hold til de forskellige fodboldrækker.
Ved klubbens 40-års jubilæum i 1972 spillede Bangsbo Freja den 10. juli en opvisningskamp mod rivalerne fra FFI, der på det tidspunkt spillede i 3. division. Til lejligheden var Bangsbo Freja forstærket med fem spillere fra Nørresundbys danmarksseriehold. En af disse spillere var Henning Jensen, der ved den lejlighed spillede sin sidste kamp som amatør, inden han blev professionel i Borussia Mönchengladbach. Kampen blev overværet af 1.160 tilskuere, og Bangsbo Freja vandt 5-4.

### Nyt klubhus
I samarbejde med KFUM i Frederikshavn byggede Bangsbo Freja i 1976 et 255 m² stort klubhus på Vrangbækvej, og samme år lykkedes det klubben at avancere til Serie 1 i fodboldrækken. Det holdt dog ikke længe, og Bangsbo Freja har siden bevæget sig både ned og op i rækkerne. På Valdemarsdag i 1989 fik Bangsbo Freja efter at have ansøgt hos Danmarks-Samfundet sin egen fane, som de kunne præsentere ved den efterfølgende Dana Cup-turnering i Frederikshavn.
Frederikshavn Kommune overdrog i 1993 den nærliggende dyrskueplads på L.P Houmøllersvej til klubben, som anlagde en græsbane til turneringskampe med navnet Frejaparken på stedet. I forbindelse med en større fysisk omlægning af klubben i 1996 blev alle klubbens aktiviteter samlet ved  de nuværende områder ved Vrangbækvej. Det nuværende Bangsbo Stadion blev flyttet fra den hidtidige placering ved L.P Houmøllersvej for i stedet at blive anlagt ved de tidligere træningsbaner, der gik under navnet Knold & Tot, og en tidligere grusbane blev omlagt til en græsbane, der dog har beholdt navnet Den Gamle Grusbane. En græsbane kaldet Bjerget blev omlagt til grusbane, og fik ved samme lejlighed opsat et lysanlæg.
Den 29. juni 2007 kunne Bangsbo Freja fejre 75-års jubilæum.